# Vacunación contra la COVID-19 en Israel
El programa de vacunación contra la COVID-19 de Israel es la estrategia nacional de vacunación que empezó el 19 de diciembre de 2020 para vacunar contra la COVID-19 a la población del país, en el marco de un esfuerzo mundial para combatir la pandemia de COVID-19. Ha sido elogiado por su velocidad, habiendo administrado al veinte por ciento de la población israelí la primera dosis del régimen de dos dosis de las vacunas en un lapso de tres semanas. Sin embargo, el país también ha sido criticado por algunos, por no ofrecer vacunas a los residentes palestinos de Cisjordania y la Franja de Gaza y dárselas a los colonos israelíes, y existe un debate sobre si Israel o la Autoridad Nacional Palestina son responsables para la administración de vacunas en esas áreas. Actualmente, hasta la fecha del 4 de mayo de 2023  han sido administradas en Israel, un total de 18.649.248 dosis de la vacuna para el control del CORONAVIRUS. Hasta agosto de 2024, las dosis administradas (incluyendo primarias y refuerzos) alcanzaron niveles muy altos según Our World in Data, confirmando que Israel superó ampliamente las 18,6 millones de dosis reportadas en mayo de 2023

## Antecedentes

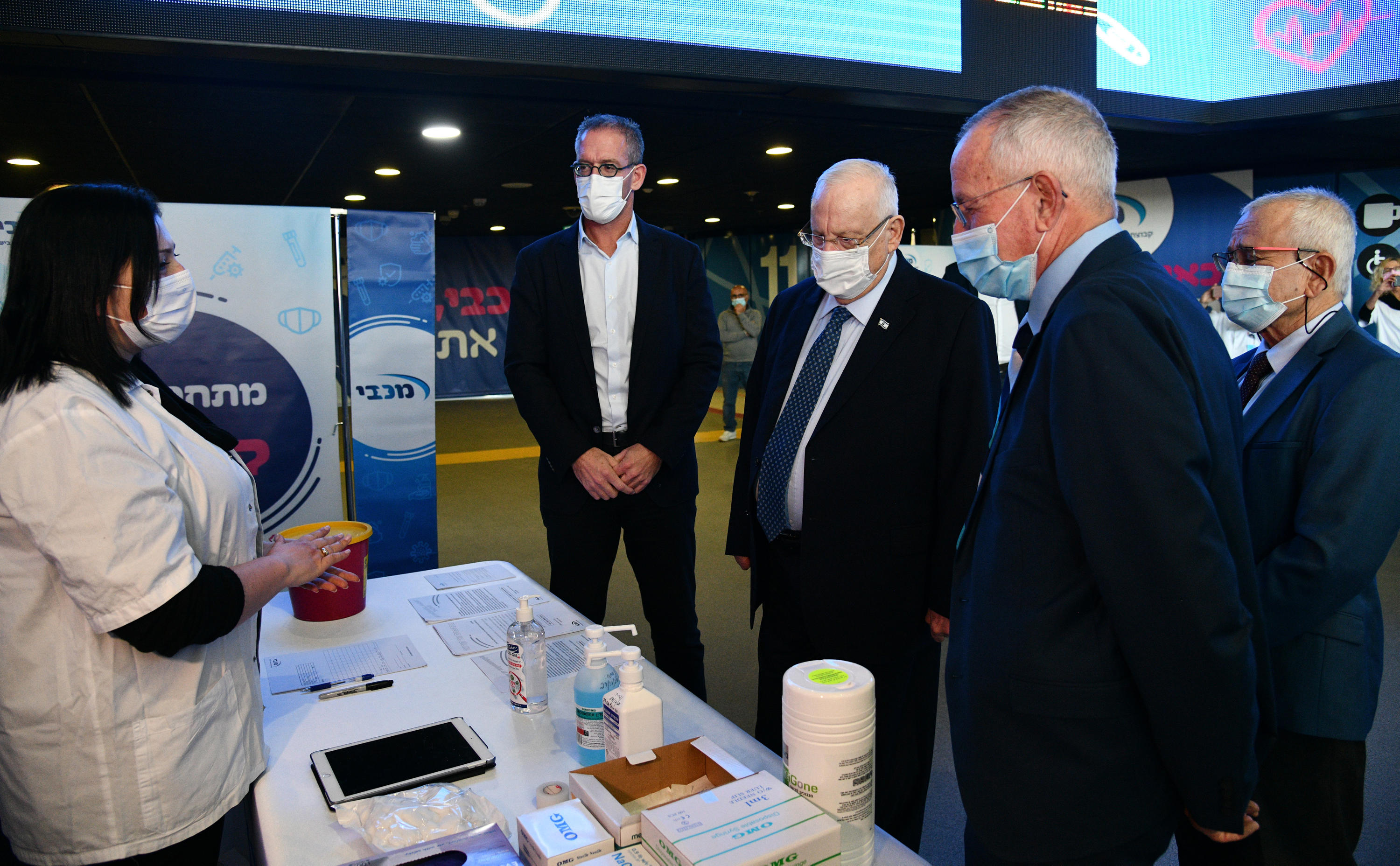
El Presidente de Israel, Reuven Rivlin, visita el centro de vacunación de los Servicios de Salud Maccabi en Jerusalén.

Israel comenzó su campaña el 19 de diciembre de 2020, y el primer ministro Benjamin Netanyahu fue la primera persona en el país en recibir la vacuna, inyectada por televisión en vivo para alentar a otros israelíes a vacunarse.

## Cronología

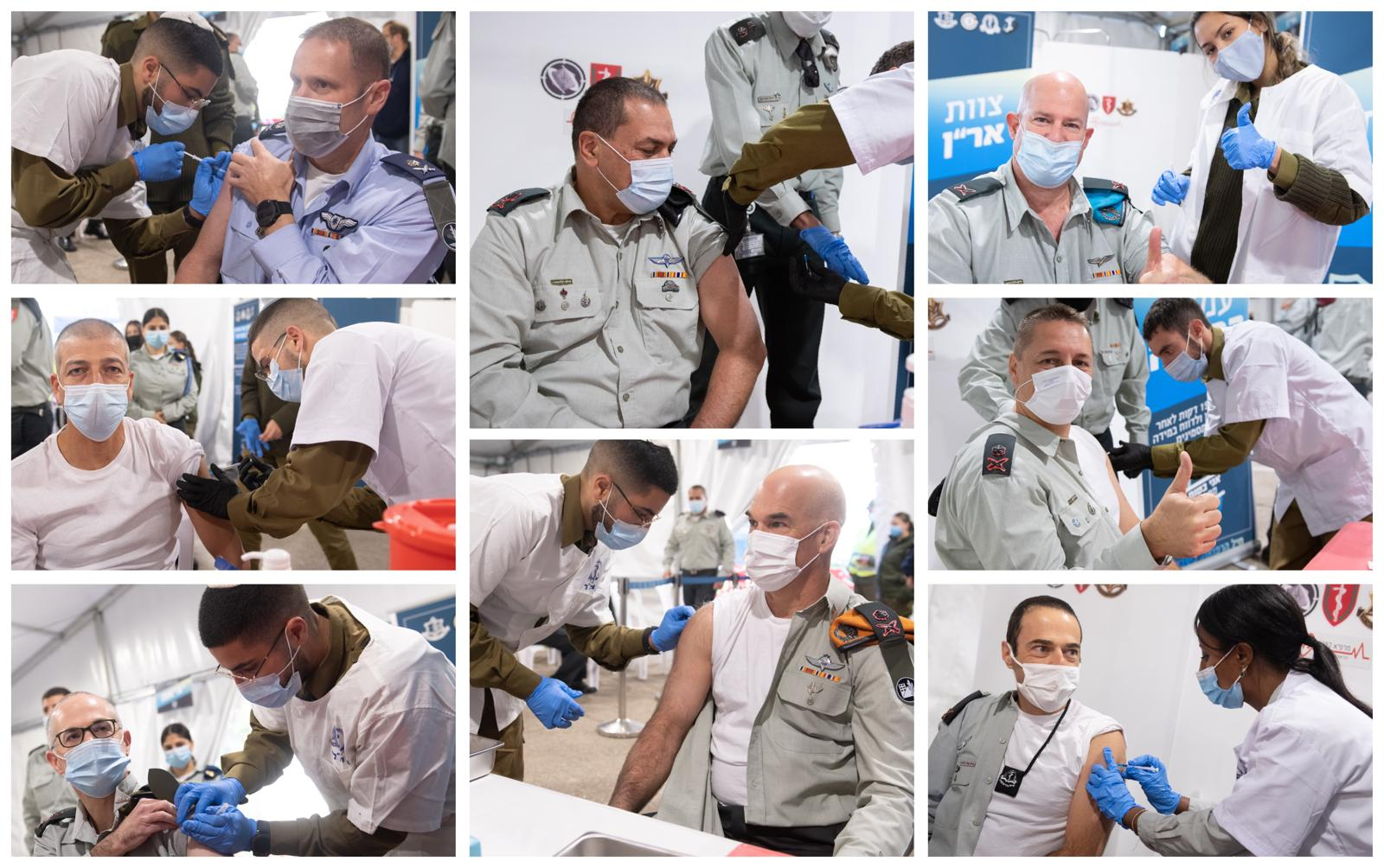
Miembros del Foro de Estado Mayor siendo inmunizados contra la COVID-19.

Según Business Insider, los ciudadanos israelíes de cualquier origen, así como los residentes palestinos en Jerusalén Este, son elegibles para la vacuna, y se da prioridad a las personas mayores de 60 años, los trabajadores de la salud y aquellos que son "especialmente vulnerables". Sin embargo, se estima que cinco millones de palestinos en Cisjordania y Gaza (que no están bajo control israelí) no son elegibles ya que su atención médica está bajo la jurisdicción de la Autoridad Palestina según los Acuerdos de Oslo.